# Fontána Francouzského institutu

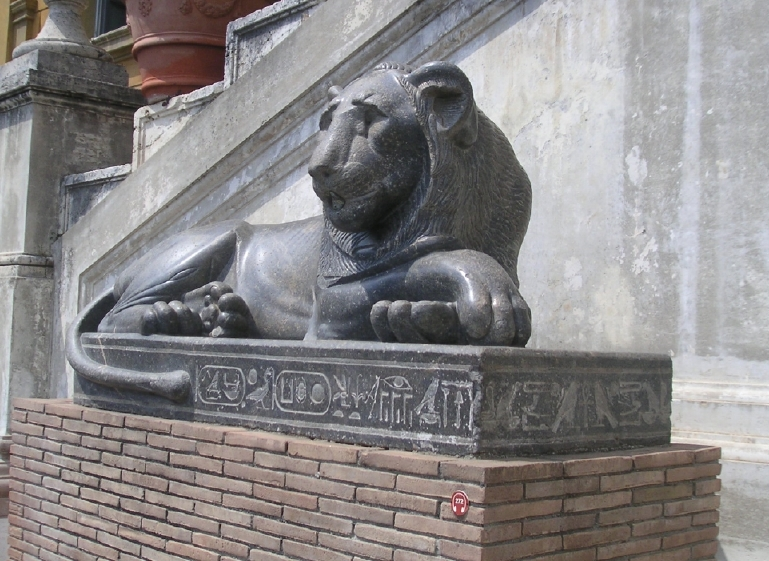
Originál sochy uložené ve Vatikánu

Fontána Francouzského institutu (francouzsky Fontaine de l'Institut) je bývalá fontána v Paříži, která se nacházela na prostranství před Francouzským institutem.

## Historie
Fontána byla postavena na základě výnosu císaře Napoleon I. ze dne 2. května 1806, který přikázal zřídit v Paříži patnáct kašen. Stavbou této fontány byl pověřen architekt Antoine Vaudoyer (1756-1846). Kašna byla otevřena v roce 1811. Byla ovlivněna Napoleonovým tažením do Egypta, takže fontánu tvořily čtyři bronzové lvice chrlící vodu. Jedná se o repliky soch, které zdobily chrám Nektaneba I. v Sakkáře v Egyptě. Kopie těchto lvic zdobí již fontánu dell'Aqua Felice v Římě postavenou v roce 1585. Dnes jsou dvě sochy ze 4. století před naším letopočtem uloženy v Louvru a dvě ve Vatikánských muzeích.
Zrušení fontány prosadila v roce 1865 Francouzská akademie, jejíž členové si stěžovali, že je hluk vody ruší. Fontána tedy byla bez vody a sochy sloužily pouze jako výzdoba na náměstí. Nakonec byly odstraněny v roce 1950 a zakoupilo je město Boulogne-Billancourt, kam byly převezeny. Sochy byly rozděleny. Jedna dvojice byla umístěna v ulici Rue de l'Ancienne-Mairie a druhá do ulice Rue du 25-août-1944. Dnes jsou všechny čtyři lvice opět pohromadě na náměstí Square des frères Farman, kde opět plní svou funkci fontány.